# Acqua pazza (comida)

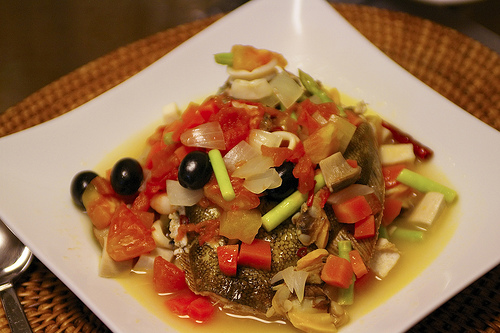
Una variante de acqua pazza incluyendo aceitunas negras, cebolleta y champiñones.

El término acqua pazza (literalmente ‘agua loca’ en italiano) se emplea en la gastronomía de Italia para aludir a una receta de pescado blanco escalfado, o simplemente al caldo ligeramente condimentado usado para hervirlo.

## Origen
Aunque el plato surgió entre los pescadores de la región napolitana, que salteaba las capturas del día en agua marina con tomates y aceite de oliva extra virgen, el término en sí probablemente se originó en la Toscana: los campesinos de mezzadria hacían vino, pero tenían que dar la mayor parte al terrateniente, quedándoles poco para beber. Los campesinos eran ingeniosos, y mezclaban los tallos, las semillas y el orujo sobrantes de la producción de vino con grandes cantidades de agua, lo hervían y lo dejaban fermentar varios días en vasijas de terracota cerradas herméticamente. El resultado, llamado l'acquarello o l'acqua pazza, era un agua apenas coloreada con vino, que los pescadores pudieron haber recordado al ver el caldo del plato, coloreado ligeramente de rojo por los tomates y el aceite.
El acqua pazza se hizo un plato muy popular con la llegada de turistas a la isla de Capri en los años 1960.

## Ingredientes
Aparte del pescado blanco (lubina, bacalao, fletán, etcétera), los ingredientes estándar son:
- pomodorini (tomates cherri)
- agua
- sal
- aceite de oliva (preferiblemente extravirgen)

Sin embargo, una gran variedad de otros ingredientes puede usarse y sustituirse. Por ejemplo, pargo colorado, gamba, o incluso langosta del norte en lugar de pescado blanco; verduras como ajo, apio, zanahoria o cebolleta; y hierbas y especias como guindilla, alcaparra, hoja de laurel, perejil, hinojo y limón. Algunas recetas también incluyen pan (para mojar en el caldo).

## Otros usos
Muchos restaurantes, como el Acqua Pazza en San Marco, conocido por el marisco y las pizzas napolitanas, y el Acqua Pazza en Bolonia, que se especializa en mariscos y salsas, comparten el nombre o han sido bautizados en honor de este plato.